# A Tua Cara Não Me É Estranha (5.ª edição)
A quinta edição de A Tua Cara não me é Estranha em Portugal estreou a 26 de maio de 2018. Transmitida na TVI e produzida pela Endemol Portugal tem a apresentação de Cristina Ferreira e Manuel Luís Goucha.
Tal como na edição anterior, o programa será emitido em diferido, aos sábados à noite. Os jurados e professores permanecem os mesmos das edições anteriores: CC para as aulas de canto e Cifrão para as coreografias. O grupo de concorrentes foi oficializado a 20 de fevereiro, no programa de comemoração do 25.º aniversário da TVI.

## Júri
| Jurado              | Idade   | Ocupação                  |
| ------------------- | ------- | ------------------------- |
| Luís Jardim         | 67 anos | Músico e Produtor Musical |
| Alexandra Lencastre | 52 anos | Atriz                     |
| José Carlos Pereira | 39 anos | Ator e Cantor             |

## Concorrentes
| Concorrente       | Idade   | Ocupação        |
| ----------------- | ------- | --------------- |
| Rúben Madureira   | 35 anos | Ator e Cantor   |
| Sissi Martins     | 33 anos | Atriz e Cantora |
| Carlos Costa      | 25 anos | Cantor          |
| Mónica Sintra     | 39 anos | Cantora         |
| Nucha             | 51 anos | Cantora         |
| Ricardo Castro    | 38 anos | Ator            |
| Catarina Siqueira | 31 anos | Atriz           |
| Alexandre Santos  | 27 anos | Humorista       |

## Resultados
| Concorrente | Galas | Galas | Galas | Galas | Galas | Galas | Galas | Galas | Galas | Galas | Total | Final      |
| Concorrente | 1     | 2     | 3     | 4     | 5     | 6     | 7     | 8     | 9     | 10    | Total | Final      |
| ----------- | ----- | ----- | ----- | ----- | ----- | ----- | ----- | ----- | ----- | ----- | ----- | ---------- |
| Sissi       | 35    | 59    | 32    | 19    | 20    | 38    | 31    | 32    | 66    | 46    | 366   | Vencedora  |
| Rúben       | 37    | 37    | 51    | 71    | 30    | 51    | 30    | 36    | 35    | 33    | 411   | 2.º lugar  |
| Carlos      | 39    | 23    | 26    | 16    | 66    | 32    | 21    | 18    | 20    | 44    | 305   | 3.º Lugar  |
| Mónica      | 17    | 32    | 30    | 24    | 30    | 24    | 46    | 13    | 32    | 29    | 277   | 3.º Lugar  |
| Nucha       | 24    | 21    | 29    | 22    | 20    | 17    | 18    | 55    | 13    | 21    | 240   | ELIMINADOS |
| Ricardo     | 28    | 12    | 23    | 35    | 20    | 17    | 50    | 24    | 16    | 13    | 238   | ELIMINADOS |
| Catarina    | 31    | 19    | 13    | 24    | 25    | 22    | 15    | 31    | 24    | 23    | 227   | ELIMINADOS |
| Alexandre   | 12    | 20    | 14    | 12    | 12    | 22    | 12    | 14    | 17    | 14    | 149   | ELIMINADOS |

Legenda:
     Vencedor(a) na Gala
     8.º lugar na Gala
     8.º lugar, por ausência na Gala
     Eliminado(a) na Semifinal
     Finalista
     Terceiro lugar do programa
     Segundo lugar do programa
     Vencedor(a) do programa

## Galas

### 1.ª Gala (26 de maio de 2018)
| Concorrente       | Artista imitado        | Canção               | Pontuação | Pontuação | Pontuação | Pontuação             | Total | Resultado final |
| Concorrente       | Artista imitado        | Canção               | Zeca      | Alexandra | Luís      | Colegas (5 pts. cada) | Total | Resultado final |
| Ricardo Castro    | Louis Armstrong        | "Hello, Dolly"       | 7         | 6         | 5         | 10                    | 28    | 5.º lugar       |
| Sissi Martins     | Salvador Sobral        | "Amar Pelos Dois"    | 9         | 8         | 8         | 10                    | 35    | 3.º lugar       |
| Mónica Sintra     | Anitta                 | "Show das Poderosas" | 6         | 5         | 6         | —                     | 17    | 7.º lugar       |
| Carlos Costa      | John Legend            | "All of Me"          | 10        | 12        | 12        | 5                     | 39    | Vencedor        |
| Nucha             | Tim (Xutos & Pontapés) | "A Minha Casinha"    | 5         | 7         | 7         | 5                     | 24    | 6.º Lugar       |
| Rúben Madureira   | Adele                  | "Hello"              | 12        | 10        | 10        | 5                     | 37    | 2.º Lugar       |
| Catarina Siqueira | Christina Aguilera     | "Candyman"           | 8         | 9         | 9         | 5                     | 31    | 4.º lugar       |
| Alexandre Santos  | Maluma                 | "Felices los 4"      | 4         | 4         | 4         | —                     | 12    | 8.º lugar       |

### 2.ª Gala (2 de junho de 2018)
| Concorrente       | Artista imitado         | Canção                 | Pontuação | Pontuação | Pontuação | Pontuação             | Total | Resultado final |
| Concorrente       | Artista imitado         | Canção                 | Zeca      | Alexandra | Luís      | Colegas (5 pts. cada) | Total | Resultado final |
| Sissi Martins     | Liza Minelli            | "Cabaret"              | 12        | 10        | 12        | 25                    | 59    | Vencedora       |
| Catarina Siqueira | Carminho                | "Saia Rodada"          | 7         | 6         | 6         | —                     | 19    | 7.º lugar       |
| Carlos Costa      | Jennifer Lopez          | "Ain't Your Mama"      | 8         | 7         | 8         | —                     | 23    | 4.º lugar       |
| Alexandre Santos  | Diogo Piçarra           | "Meu é Teu"            | 5         | 5         | 5         | 5                     | 20    | 6.º lugar       |
| Rúben Madureira   | Freddie Mercury (Queen) | "Somebody to Love"     | 10        | 12        | 10        | 5                     | 37    | 2.º lugar       |
| Mónica Sintra     | Gloria Estefan          | "Mi Tierra"            | 9         | 9         | 9         | 5                     | 32    | 3.º lugar       |
| Ricardo Castro    | Tina Turner             | "The Best"             | 4         | 4         | 4         | —                     | 12    | 8.º lugar       |
| Nucha             | Whitney Houston         | "Greatest Love of All" | 6         | 8         | 7         | —                     | 21    | 5.º Lugar       |

### 3.ª Gala (9 de junho de 2018)
| Concorrente       | Artista imitado   | Canção              | Pontuação | Pontuação | Pontuação | Pontuação             | Total | Resultado final |
| Concorrente       | Artista imitado   | Canção              | Zeca      | Alexandra | Luís      | Colegas (5 pts. cada) | Total | Resultado final |
| Rúben Madureira   | Paulo de Carvalho | "E Depois do Adeus" | 12        | 12        | 12        | 15                    | 51    | Vencedor        |
| Mónica Sintra     | Nelly Furtado     | "I'm Like a Bird"   | 10        | 10        | 10        | 5                     | 35    | 2.º lugar       |
| Alexandre Santos  | Roberto Carlos    | "Esse Cara Sou Eu"  | 4         | 5         | 5         | —                     | 14    | 7.º lugar       |
| Nucha             | Alannah Myles     | "Black Velvet"      | 8         | 8         | 8         | 5                     | 29    | 4.º lugar       |
| Carlos Costa      | Enrique Iglesias  | "Hero"              | 7         | 7         | 7         | 5                     | 26    | 5.º lugar       |
| Catarina Siqueira | Stevie Wonder     | "Isn't She Lovely"  | 5         | 4         | 4         | —                     | 13    | 8.º lugar       |
| Ricardo Castro    | Leonard Cohen     | "Hallelujah"        | 6         | 6         | 8         | 5                     | 23    | 6.º lugar       |
| Sissi Martins     | Katy Perry        | "Firework"          | 9         | 9         | 9         | 5                     | 32    | 3.º lugar       |

### 4.ª Gala (16 de junho de 2018)
| Concorrente       | Artista imitado   | Canção                         | Pontuação | Pontuação | Pontuação | Pontuação             | Total | Resultado final |
| Concorrente       | Artista imitado   | Canção                         | Zeca      | Alexandra | Luís      | Colegas (5 pts. cada) | Total | Resultado final |
| Catarina Siqueira | Shakira           | "Objection (Tango)"            | 8         | 9         | 7         | —                     | 24    | 3.º lugar       |
| Mónica Sintra     | Agir              | "Como Ela é Bela"              | 9         | 6         | 8         | —                     | 24    | 3.º lugar       |
| Rúben Madureira   | Luciano Pavarotti | "Nessun Dorma"                 | 12        | 12        | 12        | 35                    | 71    | Vencedor        |
| Sissi Martins     | Des'ree           | "Life"                         | 6         | 8         | 5         | —                     | 19    | 6.º lugar       |
| Ricardo Castro    | Sérgio Godinho    | "Com um brilhozinho nos olhos" | 10        | 10        | 10        | 5                     | 35    | 2.º lugar       |
| Nucha             | Daniela Mercury   | "Nobre Vagabundo"              | 7         | 6         | 9         | —                     | 22    | 5.º lugar       |
| Carlos Costa      | Jacques Brel      | "Ne Me Quitte Pas"             | 5         | 5         | 6         | —                     | 16    | 7.º lugar       |
| Alexandre Santos  | Drake             | "Hotline Bling"                | 4         | 4         | 4         | —                     | 12    | 8.º lugar       |

### 5.ª Gala (23 de junho de 2018)
| Concorrente       | Artista imitado           | Canção                     | Pontuação | Pontuação | Pontuação | Pontuação             | Total | Resultado final |
| Concorrente       | Artista imitado           | Canção                     | Zeca      | Alexandra | Luís      | Colegas (5 pts. cada) | Total | Resultado final |
| Carlos Costa      | Prince                    | "Kiss"                     | 12        | 12        | 12        | 30                    | 66    | Vencedor        |
| Alexandre Santos  | Iran Costa                | "O Bicho"                  | 4         | 4         | 4         | —                     | 12    | 8.º lugar       |
| Mónica Sintra     | P!nk                      | "What About Us"            | 8         | 8         | 9         | 5                     | 30    | 2.º lugar       |
| Catarina Siqueira | Ágata                     | "Comunhão de Bens"         | 9         | 6         | 5         | 5                     | 25    | 4.º lugar       |
| Nucha             | Roger Waters (Pink Floyd) | "Wish You Were Here"       | 6         | 7         | 7         | —                     | 20    | 5.º lugar       |
| Rúben Madureira   | Marisa Liz (Amor Electro) | "Juntos Somos Mais Fortes" | 10        | 10        | 10        | —                     | 30    | 2.º lugar       |
| Sissi Martins     | Alanis Morissette         | "Ironic"                   | 5         | 9         | 6         | —                     | 20    | 5.º lugar       |
| Ricardo Castro    | Tom Jobim                 | "Garota de Ipanema"        | 7         | 5         | 8         | —                     | 20    | 5.º lugar       |

### 6.ª Gala (30 de junho de 2018)
- Na 6.ª Gala, José Carlos Pereira foi substituído pelo CC (professor de canto), sem justificação pela TVI. [1]

| Concorrente       | Artista imitado      | Canção                   | Pontuação | Pontuação | Pontuação | Pontuação             | Total | Resultado final |
| Concorrente       | Artista imitado      | Canção                   | CC        | Alexandra | Luís      | Colegas (5 pts. cada) | Total | Resultado final |
| Catarina Siqueira | Nicole Kidman        | "Sparkling Diamonds"     | 7         | 7         | 8         | —                     | 22    | 5.º lugar       |
| Ricardo Castro    | Nat King Cole        | "Quizás, Quizás, Quizás" | 6         | 6         | 5         | —                     | 17    | 7.º lugar       |
| Mónica Sintra     | Kelly Clarkson       | "Because of You"         | 10        | 8         | 6         | —                     | 24    | 4.º lugar       |
| Alexandre Santos  | Mónica Sintra        | "Na minha cama com ela"  | 4         | 4         | 4         | 10                    | 22    | 5.º lugar       |
| Sissi Martins     | Simone de Oliveira   | "Desfolhada Portuguesa"  | 8         | 10        | 10        | 10                    | 38    | 2.º lugar       |
| Carlos Costa      | Skin (Skunk Anansie) | "Hedonism"               | 9         | 9         | 9         | 5                     | 32    | 3.º lugar       |
| Nucha             | Lauryn Hill (Fugees) | "Killing Me Softly"      | 5         | 5         | 7         | —                     | 17    | 7.º lugar       |
| Rúben Madureira   | Bruno Mars           | "When I Was Your Man"    | 12        | 12        | 12        | 15                    | 51    | Vencedor        |

### 7.ª Gala (8 de julho de 2018)
| Concorrente       | Artista imitado             | Canção                        | Pontuação | Pontuação | Pontuação | Pontuação             | Total | Resultado final |
| Concorrente       | Artista imitado             | Canção                        | Zeca      | Alexandra | Luís      | Colegas (5 pts. cada) | Total | Resultado final |
| Carlos Costa      | Mickael Carreira            | "Porque ainda te amo"         | 7         | 7         | 7         | —                     | 21    | 5.º lugar       |
| Catarina Siqueira | Amy Winehouse               | "Valerie"                     | 5         | 5         | 5         | —                     | 15    | 7.º lugar       |
| Sissi Martins     | Michael Jackson             | "The Way You Make Me Feel"    | 8         | 9         | 9         | 5                     | 31    | 3.º lugar       |
| Rúben Madureira   | Michael Jackson             | "Thriller"                    | 9         | 8         | 8         | 5                     | 30    | 4.º lugar       |
| Alexandre Santos  | Justin Bieber               | "What Do You Mean?"           | 4         | 4         | 4         | —                     | 12    | 8.º lugar       |
| Nucha             | Xana (Rádio Macau)          | "O Anzol"                     | 6         | 6         | 6         | —                     | 18    | 6.º lugar       |
| Mónica Sintra     | Marie Fredriksson (Roxette) | "It Must Have Been Love"      | 12        | 12        | 12        | 10                    | 46    | 2.º lugar       |
| Ricardo Castro    | Pedro Abrunhosa & Camané    | "Para os Braços da Minha Mãe" | 10        | 10        | 10        | 20                    | 50    | Vencedor        |

### 8.ª Gala (15 de Julho de 2018)
| Concorrente       | Artista imitado    | Canção                                    | Pontuação | Pontuação | Pontuação | Pontuação             | Total | Resultado final |
| Concorrente       | Artista imitado    | Canção                                    | Zeca      | Alexandra | Luís      | Colegas (5 pts. cada) | Total | Resultado final |
| Sissi Martins     | Taylor Swift       | "Shake It Off"                            | 9         | 9         | 9         | 5                     | 32    | 3.º lugar       |
| Ricardo Castro    | Elvis Presley      | "Can't Help Falling in Love"              | 7         | 7         | 10        | —                     | 24    | 5.º lugar       |
| Carlos Costa      | Sia                | "Cheap Thrills"                           | 6         | 6         | 6         | —                     | 18    | 6.º lugar       |
| Catarina Siqueira | Carolina Deslandes | "A Vida Toda"                             | 10        | 8         | 8         | 5                     | 31    | 4.º lugar       |
| Rúben Madureira   | Robbie Williams    | "Angels"                                  | 12        | 12        | 12        | —                     | 36    | 2.º lugar       |
| Alexandre Santos  | Leandro            | "Que Mal te Fiz Eu (diz-me)"              | 4         | 5         | 5         | —                     | 14    | 7.º lugar       |
| Nucha             | Bette Midler       | "When a Man Loves a Woman"                | 8         | 10        | 7         | 30                    | 55    | Vencedora       |
| Mónica Sintra     | Robert Palmer      | "Bad Case of Loving You (Doctor, Doctor)" | 5         | 4         | 4         | —                     | 13    | 8.º lugar       |

## Audiências
| Gala | Transmissão         | Rating | Share |
| ---- | ------------------- | ------ | ----- |
| 1    | 26 de maio de 2018  | 9.8%   | 25.8% |
| 2    | 2 de junho de 2018  | 10.1%  | 26.5% |
| 3    | 9 de junho de 2018  | 10.6%  | 27.0% |
| 4    | 16 de junho de 2018 | 9.2%   | 24.7% |
| 5    | 23 de junho de 2018 | 7.3%   | 23.9% |
| 6    | 30 de junho de 2018 | 9.2%   | 25.4% |
| 7    | 8 de julho de 2018  | 11.1%  | 27.4% |
| 8    | 15 de julho de 2018 | 12.3%  | 30.4% |
| 9    | 22 de julho de 2018 | 11.1%  | 28.4% |
| 10   | 29 de julho de 2018 | 12.8%  | 31.6% |
| 11   | 5 de agosto de 2018 | 9.7%   | 29.4% |

## Ordem de atuações
|                   | 1 | 2 | 3 | 4 | 5 | 6 | 7 | 8 | 9 | 10 | 11 |
| ----------------- | - | - | - | - | - | - | - | - | - | -- | -- |
| Alexandre Santos  | 8 | 4 | 3 | 8 | 2 | 4 | 5 | 6 | 5 | 1  | 5  |
| Carlos Costa      | 4 | 3 | 5 | 7 | 1 | 6 | 1 | 3 | 4 | 4  | 4  |
| Catarina Siqueira | 7 | 2 | 6 | 1 | 4 | 1 | 2 | 4 | 1 | 8  | 3  |
| Mónica Sintra     | 3 | 6 | 2 | 2 | 3 | 3 | 7 | 8 | 2 | 5  | 1  |
| Nucha             | 5 | 8 | 4 | 6 | 5 | 7 | 6 | 7 | 7 | 3  | 7  |
| Ricardo Castro    | 1 | 7 | 7 | 5 | 8 | 2 | 8 | 2 | 8 | 7  | 8  |
| Rúben Madureira   | 6 | 5 | 1 | 3 | 6 | 8 | 3 | 5 | 6 | 2  | 2  |
| Sissi Martins     | 2 | 1 | 8 | 4 | 7 | 5 | 4 | 1 | 3 | 6  | 6  |